# 蔣昌期
蔣昌期，浙江省杭州府錢塘縣（今屬杭州市）人，清朝政治人物。同進士出身。

## 生平
蔣昌期為道光三十年（1850年）庚戌科三甲進士。官至處州府学教授。